# Mat (huyện)
Mat là một quận thuộc hạt Dibër, Albania. Quận này có diện tích 1028 km² và dân số năm 2002 là 61906 người, mật độ 60 người/km².